# Jacinto Esteva Grewe
Jacinto Esteva Grewe (Barcelona, España, 1936 - Barcelona, 9 de septiembre de 1985) fue un director de cine español, fundador de la Escuela de Barcelona.
Estudió dos años Filosofía y Letras en Barcelona y cuatro cursos de Arquitectura en Ginebra (Suiza). Se especializó en Urbanismo en La Sorbona de París (Francia).
En 1960 dirigió un cortometraje junto a Paolo Brunatto, Notes sur l'émigration. Espagne 1960. En 1962 filmó otros dos cortometrajes Alrededor de las salinas y Picasso. Debutó en 1966 con el largometraje Lejos de los árboles. La película recorre algunas tradiciones españolas relacionadas con el dolor y la muerte y se llegó a considerar por algunos críticos una actualización de Las Hurdes, tierra sin pan de Luis Buñuel; se estrenó en 1972.  
En 1965 inició su actividad en el sector cinematográfico con la fundación de la productora Filmscontacto, base de la llamada Escuela de Barcelona. En 1967 codirigió con Joaquín Jordá Dante no es únicamente severo, y cerró su filmografía en 1968 con Después del diluvio. Coprodujo Cabezas cortadas, de Glauber Rocha. Colaboró en la producción de Cercles, de Ricardo Bofill, y había preparado un guion con Rafael Azcona, Ícaro, que no llegó a realizarse.
También intervino como actor en Tuset Street.